# Lagraulet-Saint-Nicolas
Lagraulet-Saint-Nicolas este o comună în departamentul Haute-Garonne din sudul Franței. În 2009 avea o populație de 232 de locuitori.

## Evoluția populației
| An        | 1975 | 1982 | 1990 | 1999 | 2006 | 2009 |
| --------- | ---- | ---- | ---- | ---- | ---- | ---- |
| Populație | 161  | 152  | 163  | 145  | 196  | 232  |